# Center za proučevanje znanosti
Center za proučevanje znanosti (kratica CPZ) je raziskovalna enota, ki deluje v sklopu Inštituta za družbene vede Fakultete za družbene vede v Ljubljani.
Center izvaja številne raziskave na različnih področjih sociologije znanosti. Trenutni vodja centra je dr. Franc Mali.